# Kanelsnegl
Kanelsnegl (eller kanelbolle) er et bagværk af mel, mælk, sukker, kanel og gær eller bagepulver. Der kan tilsættes kardemomme. Kanelsneglen er i Nordjylland endvidere kendt under betegnelsen jødekage, der samtidig er betegnelsen på en type småkager. Der findes mange variationer af kanelsnegle. Mange bagere sneglen deres eget præg, eksempelvis med drømmekage-fyld eller creme.
Svenske kanelboller bages af gærdej og ikke butterdej (wienerbrødsdej) som danske bagersnegle.
I Sverige er 4. oktober kanelbullens dag.

## Onsdagssnegl
Onsdagssneglen er en nyere dansk snegl, der så dagens lys i 1988. I sin enkelhed er den en større udgave af den klassiske kanelsnegl, dog ofte bagt af bløddej og med creme i midten.
Onsdagssneglen blev særdeles populær op gennem 1990'erne, fordi det danske fodboldlandshold spillede sine kampe om onsdagen.[kilde mangler]